# Pfarrhaus (Steppach bei Augsburg)

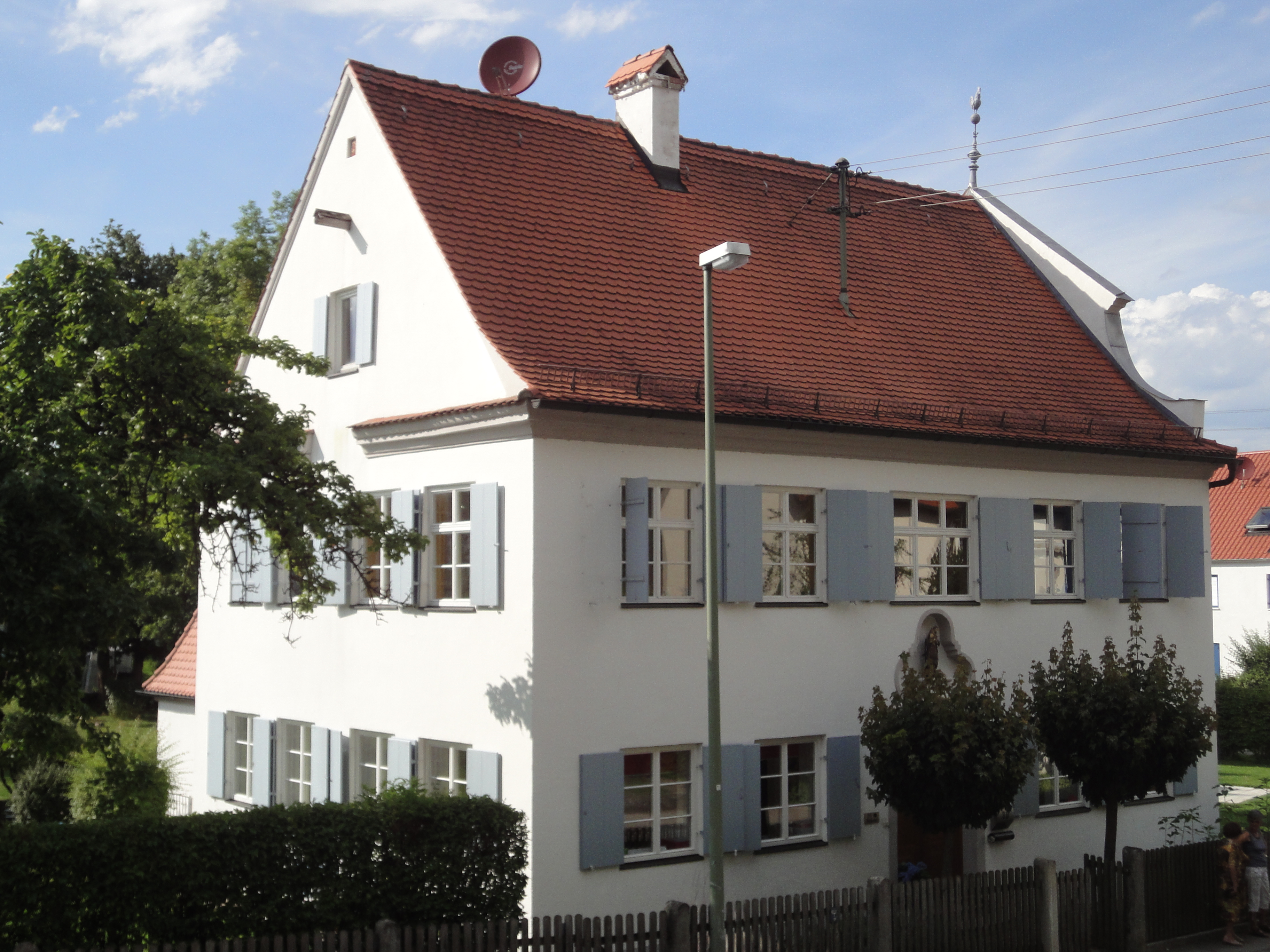
Pfarrhaus in Steppach

Das Pfarrhaus in Steppach bei Augsburg, einem  Gemeindeteil von Neusäß im Landkreis Augsburg im bayerischen Regierungsbezirk Schwaben, wurde 1753 errichtet. Das Pfarrhaus mit der Adresse Alte Reichsstraße 30 ist ein geschütztes Baudenkmal.
Der zweigeschossige Satteldachbau mit verzierten Giebel besitzt fünf zu drei Fensterachsen. Das Portal ist schlicht ausgeführt. Der Aufzugsbalken über der ehemaligen Ladeluke ist erhalten.